# Place de Narvik
La place de Narvik est une voie située dans le quartier de l'Europe du 8e arrondissement de Paris.

## Situation et accès

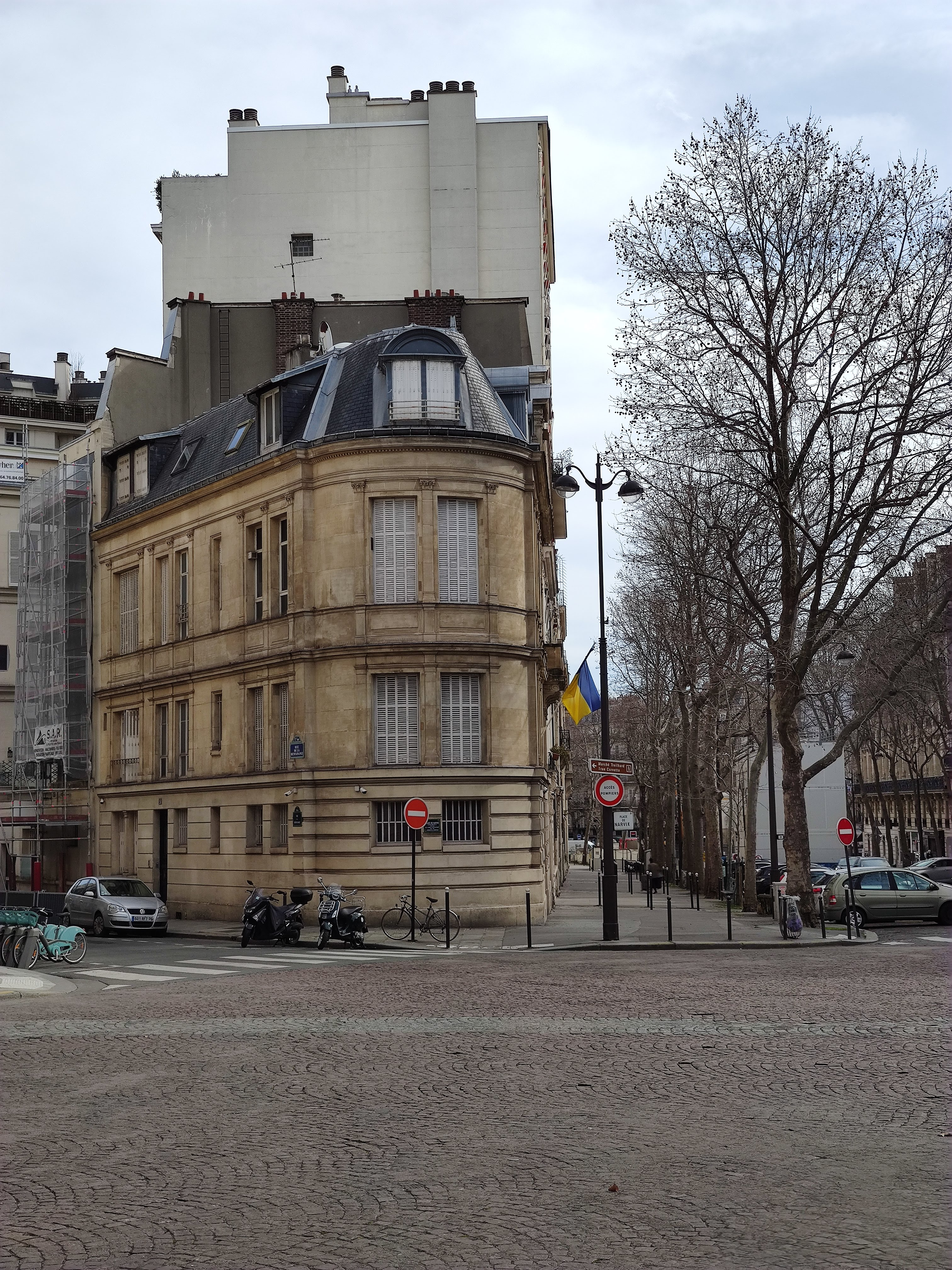
Centre culturel ukrainien, dont l'entrée est avenue de Messine.

La place est située à l’intersection de l’avenue de Messine avec les rues de la Bienfaisance, Treilhard, de Téhéran et du Docteur-Lancereaux.
Elle est desservie à proximité par la ligne 13 à la station Miromesnil.

## Origine du nom
Elle porte ce nom en souvenir de la victoire du corps expéditionnaire franco-polono-britannique lors de la bataille de Narvik qui se déroula en avril et mai 1940 en Norvège au début de la Seconde Guerre mondiale.

## Historique
La place est ouverte en 1862, principalement sur l'emprise de l'avenue de Messine, et prend sa dénomination actuelle en 1955.

## Bâtiments remarquables et lieux de mémoire

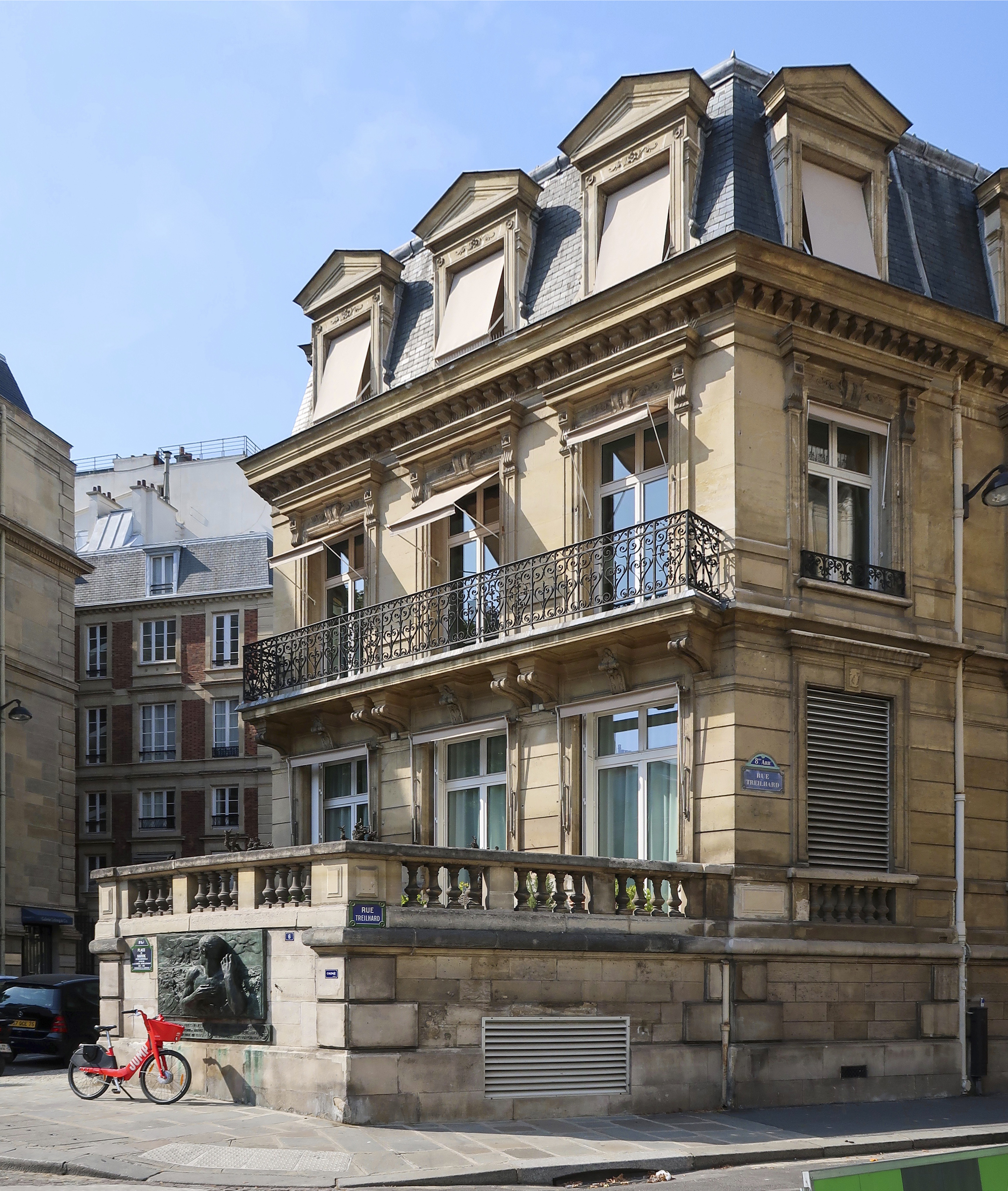
No 6.

- No 6 : hôtel particulier de la seconde moitié du XIXe siècle de style néo-Renaissance avec un grand fronton brisé, dont l’entrée, rue Treilhard, est mise en valeur par une élégante marquise montée sur des colonnettes en fonte[2]. Une plaque, réalisée par le sculpteur Paul Landowski (fonderie Godard), commémore la bataille de Narvik.